# Превршац
Превршац је насељено место у општини Доњи Кукурузари, у Банији, Република Хрватска.

## Историја
Превршац се од распада Југославије до августа 1995. године налазио у Републици Српској Крајини. До територијалне реорганизације у Хрватској насеље се налазило у саставу бивше велике општине Костајница.

## Становништво
На попису становништва 2011. године, Превршац је имао 120 становника.

## Попис 1991.
На попису становништва 1991. године, насељено место Превршац је имало 207 становника, следећег националног састава:
| Попис 1991.‍  | Попис 1991.‍  | Попис 1991.‍ | Попис 1991.‍ | Попис 1991.‍ |
| ------------ | ------------ | ----------- | ----------- | ----------- |
|              |              |             |             |             |
| Срби         | Срби         |             | 194         | 93,71%      |
| Југословени  | Југословени  |             | 3           | 1,44%       |
| Хрвати       | Хрвати       |             | 1           | 0,48%       |
| неопредељени | неопредељени |             | 9           | 4,34%       |
| укупно: 207  |              |             |             |             |